# Calandrinia flava
Calandrinia flava är en källörtsväxtart som beskrevs av Obbens. Calandrinia flava ingår i släktet sidenblommor, och familjen källörtsväxter. Inga underarter finns listade i Catalogue of Life.